# Carl Blegen
Carl William Blegen (* 27. Januar 1887 in Minneapolis, Minnesota; † 24. August 1971 in Athen, Griechenland) war ein US-amerikanischer Klassischer Archäologe.

## Leben
Carl Blegen kam aus einer aus Norwegen stammenden Familie. Sein Vater John H. Blegen (1851–1921) war lutheranischer Pastor und Professor am Augsburg College in Minneapolis. Dort studierte zunächst auch Carl Blegen. Dann studierte er an der University of Minnesota (1904 B.A.) und an der Yale University (1907 M.A.). 1910 bis 1913 verbrachte er als Stipendiat an der American School of Classical Studies at Athens, deren Sekretär er von 1913 bis 1920 war. 1920 wurde er an der Yale University promoviert.
Blegen war von 1920 bis 1926 Assistent Director der American School und von 1926 bis 1927 Acting Director. Von 1927 bis zu seiner Emeritierung 1957 war Blegen Professor für Klassische Archäologie an der University of Cincinnati. Während und nach dem Krieg war er für die amerikanische Regierung tätig (1942–1945 im Office of Strategic Services in Washington, 1946–1947 für das Außenministerium in Athen).
Zu seinen wichtigsten Ausgrabungen zählen die in Troja, Pylos, Nemea und Prosymna. Daneben war er noch an vielen weiteren Grabungen beteiligt und veröffentlichte zahlreiche Fachartikel und Monographien.
Blegen führte von 1932 bis 1938 Grabungen in Troja durch. 1939 und dann wieder von 1952 bis 1969 forschte Blegen im Palast des Nestor in Pylos (Griechenland). Dort fand er 1952 über 330 Tontafeln mit der Linearschrift B, welche zuvor nur aus Kreta bekannt waren. 1939 entdeckte er das Archiv des mykenischen Palastes mit ca. 600 Tontafeln. Im Juni 1940 wurden diese unter der Obhut der Archäologin Helen Walace, der Frau von Alan Wace, in die USA überführt. Über die Tafeln wurde später von Emmett Leslie Bennett publiziert.
Seit 1941 war Blegen Mitglied der American Philosophical Society. 1959 wurde er in die American Academy of Arts and Sciences gewählt.
Blegen war mit der Archäologin Elizabeth Pierce Blegen verheiratet. Zu seinen Schülern gehörte Emmett Leslie Bennett, den er mit der Edition der Linear-B-Texte beauftragte.